# Thomas Thorild

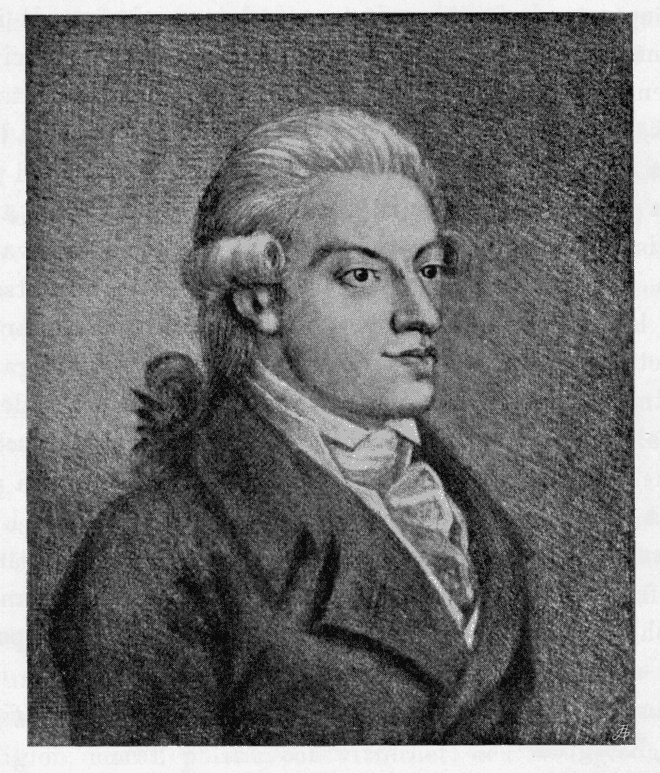

Thomas Thorild o Thorén (Bohuslän, 18 de abril de 1759 - Greifswald, 1 de octubre de 1808) fue un poeta y filósofo sueco.

## Feminismo
Despierta mucha atención con su idea que tan un hombre era visto como una persona primero y como un género segundo, una mujer quien era vista como un objeto sexual primero debe tener el derecho de ser vista en la misma manera.